# Mary Schäffer

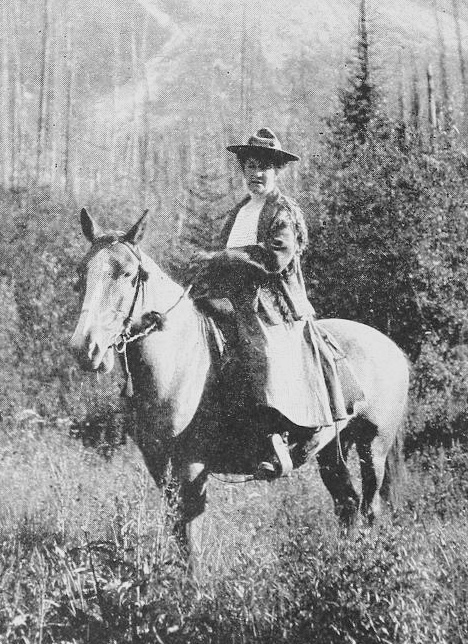
Schäffer auf ihrem Pferd Nibs, Frontispiz von Old Indian Trails of the Canadian Rockies (1911)

Mary Townsend Sharples Schäffer Warren (* 4. Oktober 1861 in West Chester, Pennsylvania; † 23. Januar 1939 in Banff, Alberta) war eine US-amerikanisch-kanadische Entdeckerin. Zwischen 1889 und 1911 führten sie insgesamt siebzehn Reisen und Expeditionen in die kanadischen Rocky Mountains. Schäffer benannte dort zahlreiche Berge und fand den Maligne Lake. 1912 ließ sie sich in Banff nieder und lebte dort bis zu ihrem Tod. Darüber hinaus war sie als Fotografin, Illustratorin und als Schriftstellerin tätig.

## Leben
Mary Townsend Sharples wurde als einzige Tochter der wohlhabenden Quäker Elizabeth Cope Sharples und Alfred Sharpless 1861 im pennsylvanischen West Chester geboren. Die Familie lebte bis 1870 in Philadelphia, wo Mary Sharples die quäkerische „Friends Select School“ besuchte, und verzog dann nach East Bradford, Pennsylvania, wo ihr Vater eine Farm erwarb und übernahm. Sowohl in der Primary School als auch in der Secondary School erhielt sie, auf Betreiben ihres Vaters, Zeichenunterricht bei George Cochran Lambdin. 1883 zog die Familie nach West Chester.

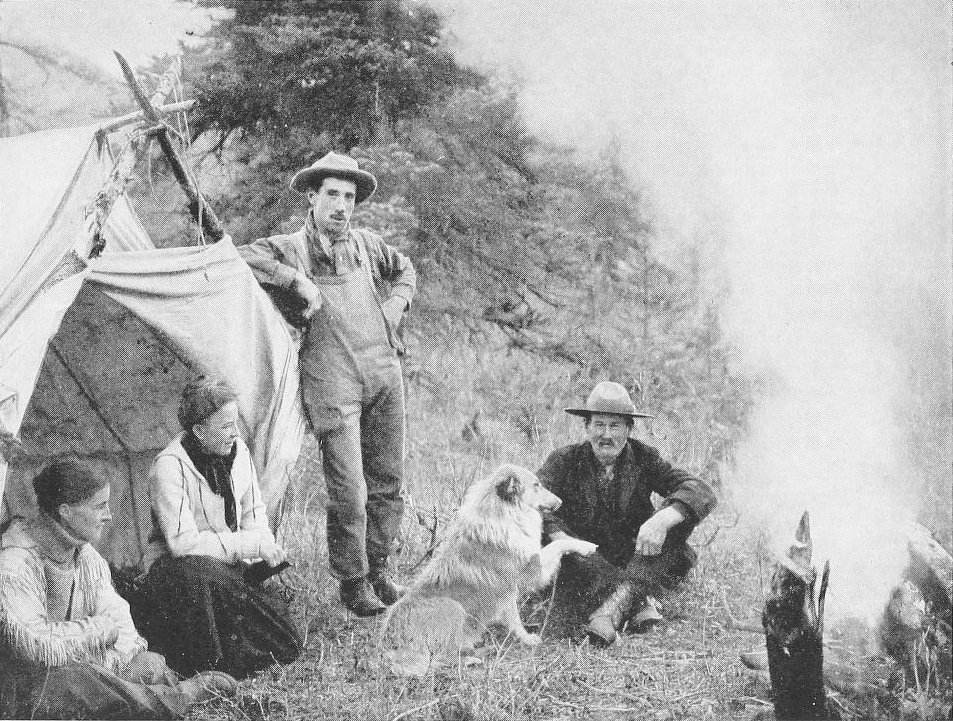
Von links nach rechts: Mollie Adams, Mary Schäffer, Billy Warren, Joe Barker; auf Seite 259 von Old Indian Trails

Im Juli 1889 heiratete sie den Arzt Charles Schäffer, den sie auf ihrer ersten Reise in die Selkirk Mountains im kleinen, nahe der damaligen Gletscherzunge des Illecillewaet-Gletschers im Glacier-Nationalpark gelegenen Hotel „Glacier House“ kennengelernt hatte, nahm seinen Familiennamen an und zog mit ihm nach Philadelphia. In den darauffolgenden Sommern begleitete sie ihn mit der Canadian Pacific Railway (CPR) nach Kanada, wo Charles Schäffer unter anderem die Flora der kanadischen Rocky Mountains dokumentierte, während sie die Winter gemeinsam in Philadelphia verbrachten. Nach seinem Tod im Jahre 1903 – neben ihrem Ehemann verstarben im selben Jahr auch ihre Eltern – vervollständigte Mary Schäffer mithilfe des Botanikers Stewardson Brown, Kurator des Herbariums der Philadelphia Academy of Natural Sciences, das auf den Arbeiten Charles Schäffers begründete Buch Alpine Flora of the Canadian Rocky Mountains (1907), indem sie es beispielsweise mit Aquarellen illustrierte und Fotografien beifügte, und reiste zu diesem Zweck 1904 wieder in die kanadischen Rocky Mountains. Dort wurde sie, auf Empfehlung eines Freundes, zum ersten Mal von dem britischen Veteranen Billy Warren geführt. Warren begleitete Schäffer auch in den nächsten Jahren, 1906 gelangten sie bis zum Wilcox Pass nahe dem Columbia-Eisfeld.
1907 begann Schäffers Suche nach einem See, der unter den Stoney-Indianern als Chaba Imne (Bibersee) bekannt war, dem heutigen Maligne Lake. In der ersten Expedition von 1907 erreichte die Gruppe um Schäffer den Athabasca River und folgte dem Fluss stromaufwärts bis zum Mount Columbia, wo sie die Expedition aufgrund des Schnees und des bevorstehenden Winters abbrachen. Auf der Rückreise zur Canadian Pacific Railway trafen sie auf den Stoney-Indianer Samson Beaver, der Schäffer eine Karte zum Maligne Lake zeichnete, den er mit 14 Jahren besucht hatte. Mithilfe dieser Karte gelang es Schäffer 1908 als Teil einer sechsköpfigen Gruppe nach fast einem Monat, den Maligne Lake wiederzuentdecken, nachdem sie am 8. Juni vom Lake Louise aus aufgebrochen waren. Neben Warren wurde Schäffer dabei auch von Sidney Unwin geführt. Am 20. September kehrte die Gruppe schließlich wieder zum Lake Louise zurück. Damit waren sie seit Henry MacLeod, der 1875 für CPR im Maligne Valley nach neuen Eisenbahnrouten suchte, die Gegend aber für ungeeignet erklärte, die Ersten, die den See dokumentiert sahen.
1911 erschien ihr Buch Old Indian Trails of the Canadian Rockies, in dem sie sich im ersten Teil der Expedition of 1907 und im zweiten Teil der Expedition of 1908, der Geschichte der Wiederentdeckung des Maligne Lake, widmet. Das Buch wurde außergewöhnlich positiv aufgenommen. Im selben Jahr erhielt sie vom Geological Survey of Canada den Auftrag, den Maligne Lake zu vermessen, und reiste abermals dorthin.
1912 kaufte Schäffer ein Haus in Banff, Alberta, und ließ sich dort nieder. Drei Jahre später heiratete sie Billy Warren. Schäffer verstarb 1939 ebendort und ist auf dem Banff Town Cemetery begraben.

## Namensgebungen
Schäffer benannte den Maligne Lake nach dem von Pierre-Jean De Smet benannten Maligne River, der durch den See fließt.
Auf Schäffers Vermessungsreise 1911 zum Maligne Lake, dieses Mal unter anderem mit Führer Jack Otto und über die Maligne Range, benannte sie den Shovel Pass (heute Big Shovel Pass (2350 m) und Little Shovel Pass (2250 m)) nahe dem Curator Mountain (2624 m), nachdem ihre Begleiter einen Weg durch den hohen Schnee mit aus Fichten geschnitzten Schaufeln gegraben hatten.
Während ihrer Reisen in die kanadischen Rocky Mountains benannte Schäffer zahlreiche Berge nach ihren Begleitern, so beispielsweise den Mount Warren (3362 m), den Mount Unwin (3268 m) und den Mount Mary Vaux (3201 m). Den Samson Peak (3081 m) und den Leah Peak (2801 m) benannte sie nach Samson Beaver und seiner Ehefrau Leah Beaver. Der Mount Charlton (3217 m) ist nach Henry Ready Charlton benannt, dem General Advertising Agent der Grand Trunk Railway, die Schäffers Vermessungsreise von 1911 wesentlich mitfinanzierte.
Der Lake Schaffer und der Mount Schaffer (2691 m) nahe dem Lake O’Hara wurden zu Ehren Mary Schäffers bzw. Charles Schäffers benannt. Ebenso wurde ein Tourenboot auf dem Maligne Lake auf den Namen Mary Schaffer getauft und die Mary Schäffer Hall der University of Alberta in Edmonton nach Schäffer benannt.

## Galerie

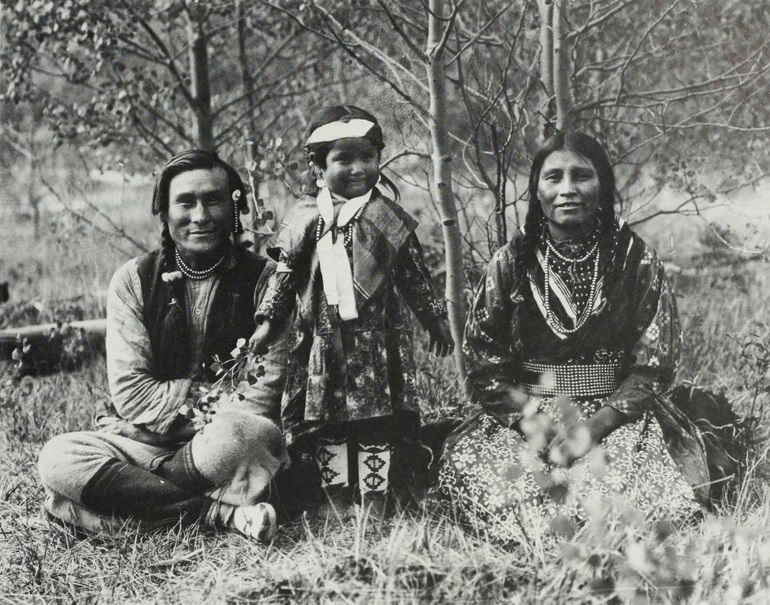
Samson Beaver mit seiner Ehefrau Leah und seiner Tochter, 1907
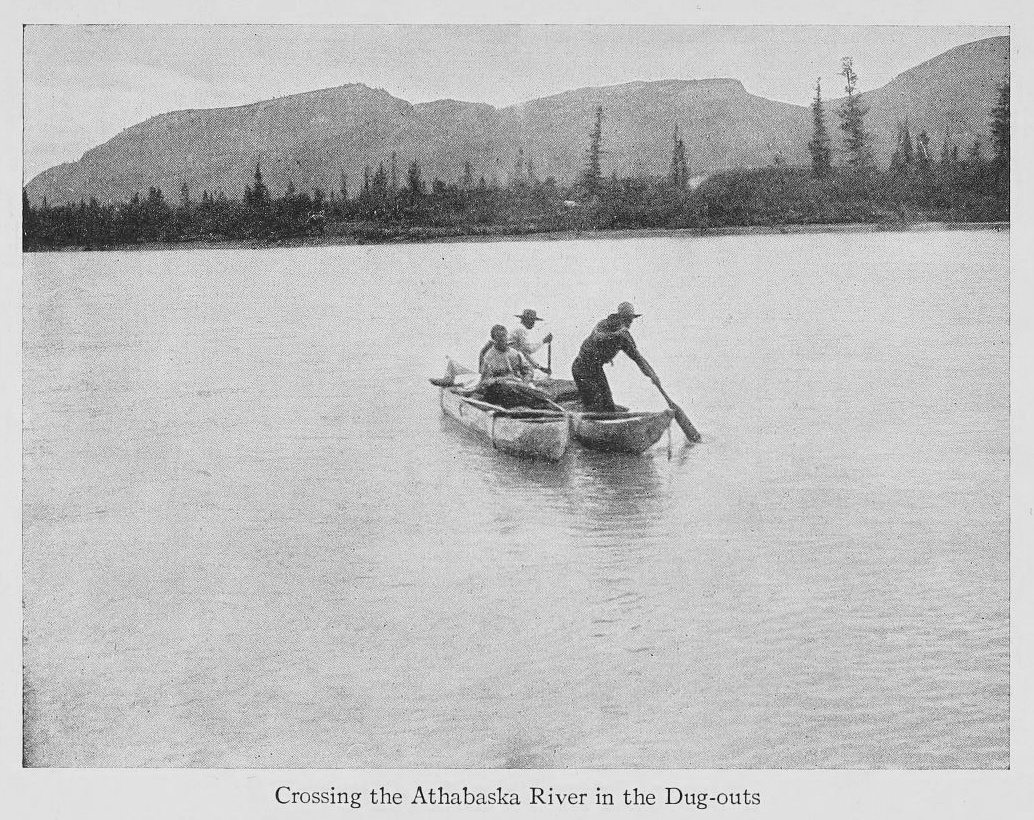
Überquerung des Athabasca River, 1908
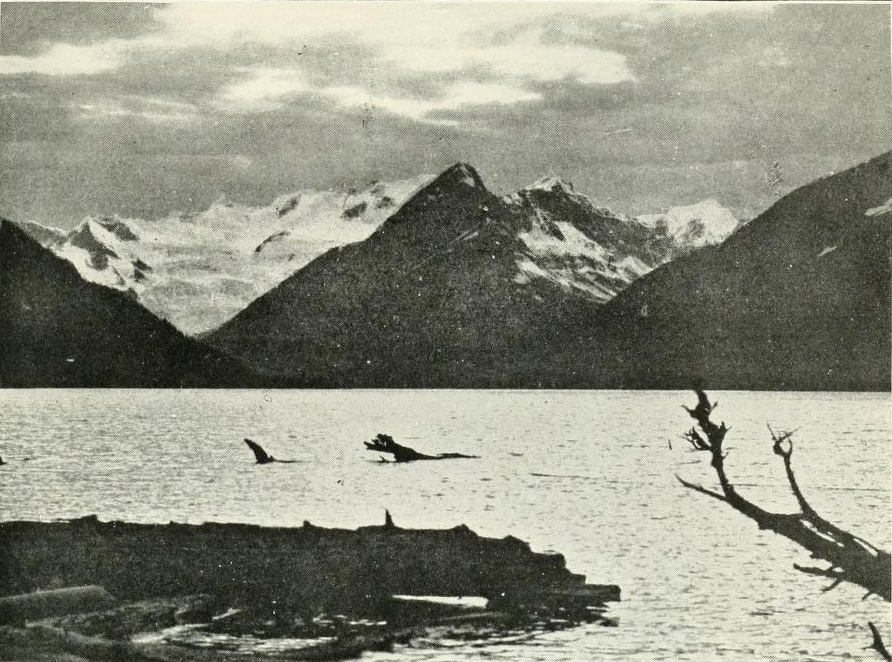
Der Fortress Lake in Alberta, 1908
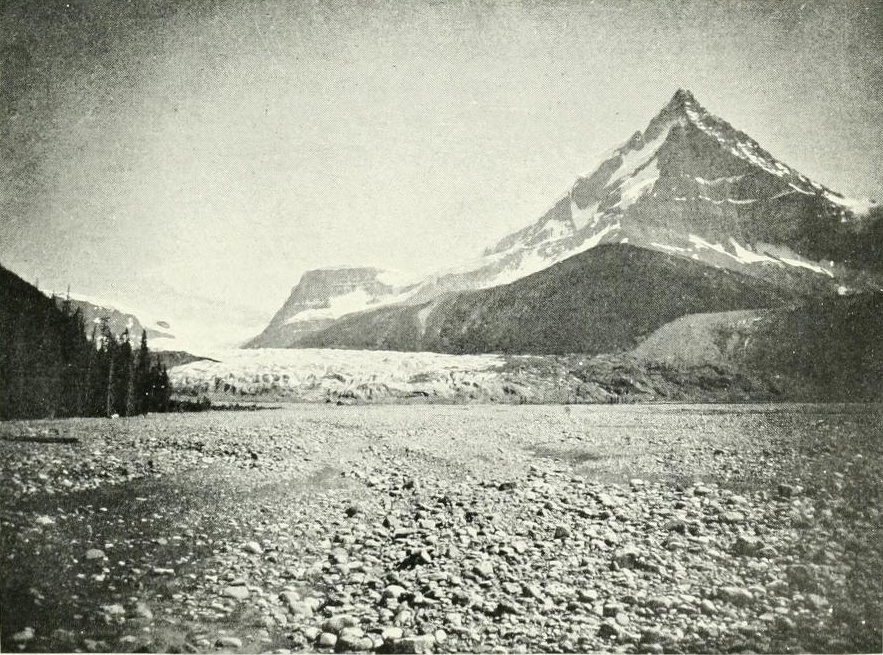
Der Mount Columbia (3747 m) in Alberta, 1908
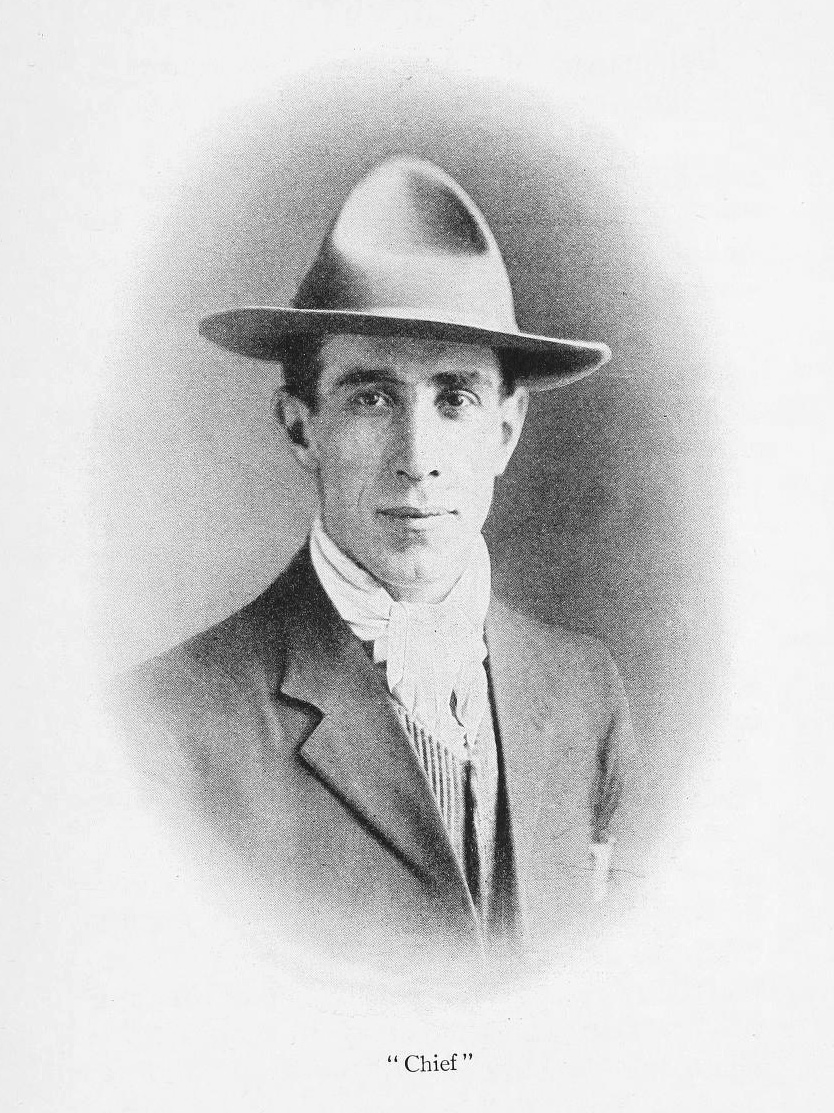
Billy Warren, 1911
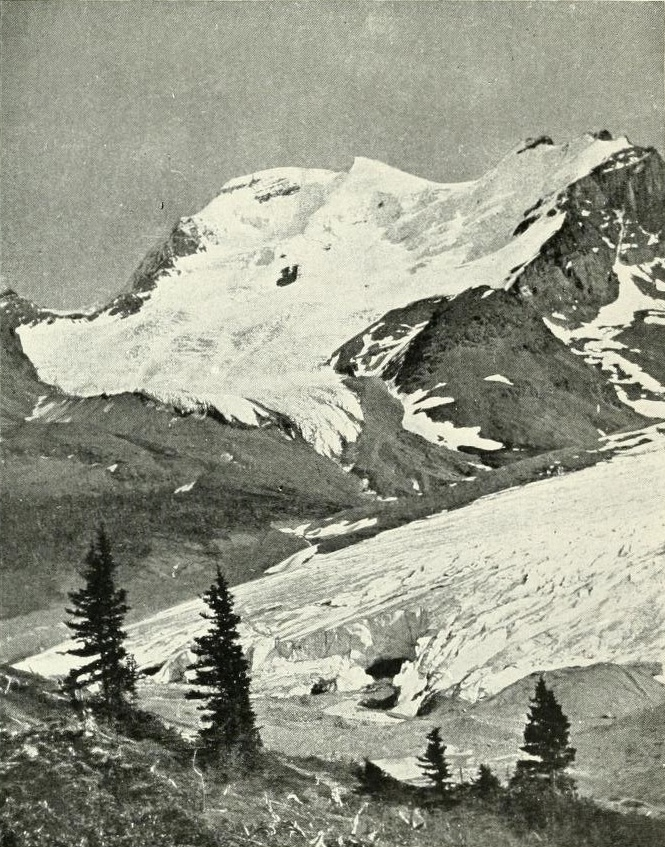
Der Mount Athabasca (3491 m) aus Richtung des Wilcox Pass, 1908
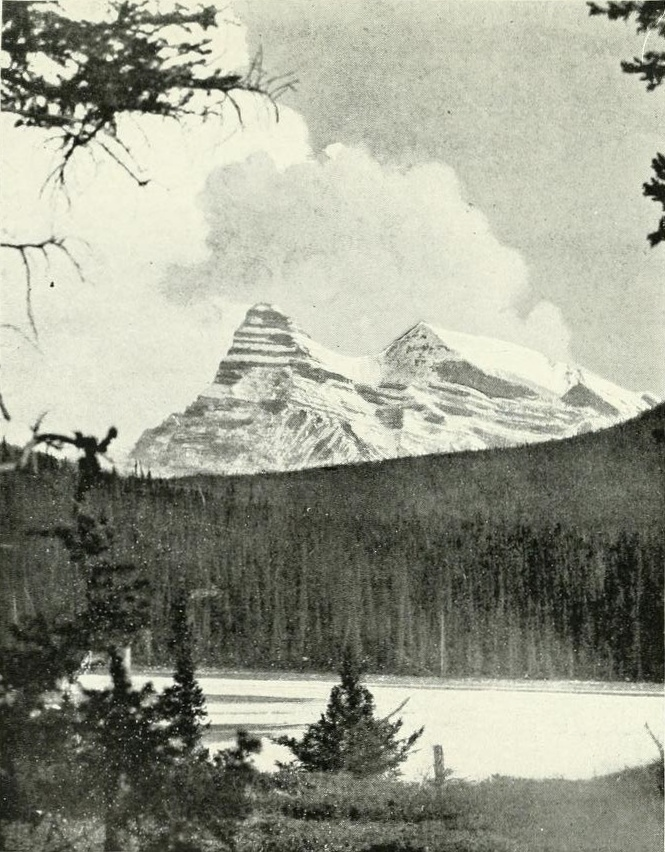
Der Mount Chephren (3295 m) und der White Pyramid (3219 m) von Norden, 1908